# ريمات (حبيش)

تعديل مصدري - تعديل

ريمات محلة تابعة لقرية القبولين، التابعة لعزلة صائر بمديرية حبيش إحدى مديريات محافظة إب في الجمهورية اليمنية، بلغ تعداد سكانها 33 حسب تعداد اليمن لعام 2004.